# パブリック・ディプロマシー
パブリック・ディプロマシー（英語: public diplomacy、PD）または公共外交（こうきょうがいこう）とは、自国の対外的な国益と目的の達成のためにおこなわれる外交活動の一種。広報文化外交。広報外交。対市民外交。国益のために国家が意図を持って行うプロパガンダ（広報戦争）のこと。従来の外交活動とはその対象が異なることから区別されている。
一般的にはソフトパワーと関連付けられ論議されることが多いが、ソフトパワーと公共外交を単純に論ずることには慎重であらなければならないというのが、今日の通説である。

## 歴史
世界的にはアメリカ合衆国やイギリスなどが積極的におこなってきた。特に9.11以降、イメージ戦略の重要性から、活発的にとりいれられた。近年では、中国が積極的にとりいれている。

### 日本
日本では、クールジャパンや日本文化の発信などが積極的に取り組まれている。特に漫画やアニメなどの大衆文化などが有名である。
政府では、外務省が海外でパブリック・ディプロマシーを展開する中枢的役割を担っており、予算規模は2010年代後半で年約800億円規模。従来の対外発信予算に比較すれば4倍近く規模となっている。

## 関連書
発行年順
- 渡辺靖『文化と外交――パブリック・ディプロマシーの時代 』（中央公論新社、2011年）
- 桒原響子『なぜ日本の「正しさ」は世界に伝わらないのか――日中韓 熾烈なイメージ戦』（ウェッジ、2020年）
- 小川 忠「2010年代日本のパブリック・ディプロマシー： ネオリベラリズムと「戦略的対外発信」への傾斜」『跡見学園女子大学人文学フォーラム』第20巻、跡見学園女子大学（2022年3月）A21 - A34頁。
- 小谷俊介「我が国のパブリック・ディプロマシーの変遷と今後の課題」『総合調査「技術と文化による日本の再生」』